# ダーゲンス・ニュヘテル
『ダーゲンス・ニュヘテル』（ Dagens Nyheter [ˈdɑːɡɛns ²nyːˌheːtɛr]。 省略形DN。スウェーデン語：「1日の知らせ」の意、英語で"today's news"）は、スウェーデンで発行されている日刊の新聞。ダーゲンス・ニーヘーテルの表記もある。
この新聞の発行部数は、スウェーデンの朝刊紙『Göteborgs-Posten』と『スヴェンスカ・ダーグブラーデット』を抑えて最も多く、国内全土の購読者に配達される唯一の朝刊紙である。
2006年、『ダーゲンス・ニュヘテル』の発行部数は345,000部であり、毎日881,000人の人々が目を通した。
オピニオン・リーダーはしばしば『ダーゲンス・ニュヘテル』を重大な討論記事を発表する場とした。
『ダーゲンス・ニュヘテル』はRudolf Wallによって創刊された。
最初の号は1864年12月23日に発行された。
2021年3月、気候変動対策の一環で化石燃料の広告を禁止した。